# 박하나 (시나리오 작가)
박하나는 대한민국의 시나리오 작가이다.

## 작품

### 영화
- 2020년 영화 《정직한 후보》 ... 각색
- 2021년 영화 《정직한 후보 2》 ... 각본